# Estado Soberano del Sur
El Estado Soberano del Sur fue una propuesta para una nueva división administrativa de los Estados Unidos de Colombia.

## Historia
Habría sido segregado del Estado Soberano del Cauca e incluiría las provincias de Almaguer, Barbacoas, Ipiales, Pasto, Túquerres, y el territorio del Caquetá. Su capital habría sido San Juan de Pasto.
Fue propuesto por primera vez en 1864, y a sus impulsores se les conoció como decimistas, porque aquel sería el décimo Estado de la Unión.
El 7 de enero de 1880 la municipalidad de Pasto, con respaldo del presidente Manuel Murillo Toro, solicitó formalmente la creación del nuevo Estado al Congreso de Colombia.
Sin embargo, el presidente Toro falleció ese mismo año, y ante la oposición del gobierno de Popayán y la inestabilidad política de ese periodo, el proyecto nunca pudo concretarse.
Finalmente, el modelo federal de los Estados Unidos de Colombia fue disuelto y reemplazados por el régimen unitario de 1886, bajo el cual se creó el departamento de Nariño (provincias de Barbacoas, Pasto, Tumaco y Túquerres) en 1904.